# Nannippus
Il Nannippus è un genere estinto di cavallo vissuto in Nord America durante il Miocene ed il Pliocene, circa 13.3 - 3.3 Milioni di anni.
Visse anche nel Messico centrale e nel nord del Canada; la maggior parte dei suoi fossili sono finora stati rinvenuti in California, Carolina del Nord e Florida.